# Dalbergia crispa
Dalbergia crispa är en ärtväxtart som beskrevs av Frank Nigel Hepper. Dalbergia crispa ingår i släktet Dalbergia, och familjen ärtväxter. Inga underarter finns listade i Catalogue of Life.